# Imon Boy

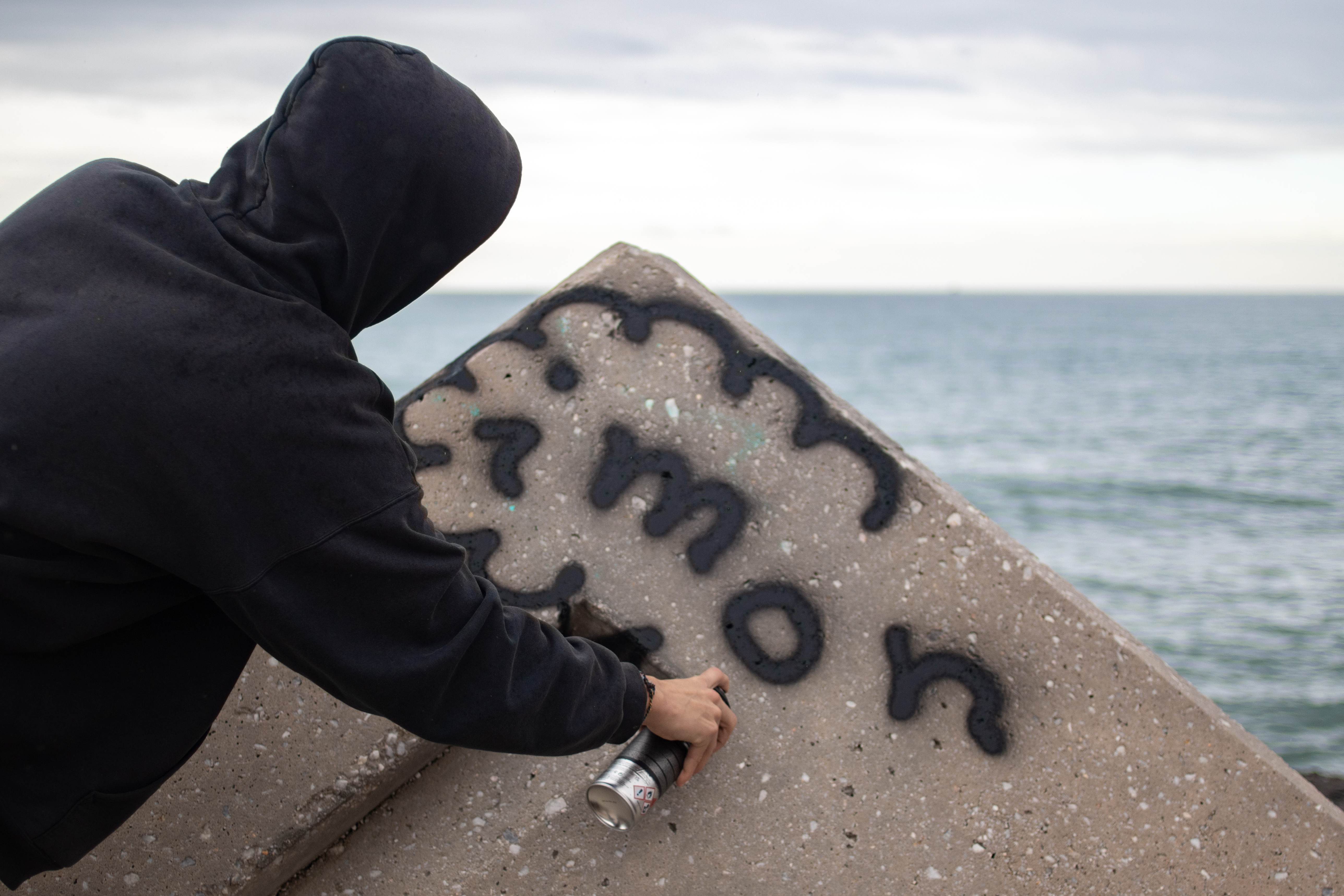

Imon Boy (nacido en 1991  o 1992  ) es un artista plástico, grafitero y artista callejero español. 

## Carrera
Desde niño pintando en la calle, Imon Boy combina el graffiti con otros proyectos de estudio de forma paralela. La calle y su obra en el estudio se nutren entre sí.
De manera autorreferencial y como si de un diario se tratase, lleva al plano artístico todo lo que le inquieta y le ha acompañado en su vida: graffiti, videojuegos, internet, cine, música, viajes, etc.
Su propio punto de vista respecto al mundo del graffiti, la curiosidad y la búsqueda de nuevos escenarios son la clave de su producción. Esto ha hecho que su obra siempre haya tenido buena acogida entre el público, pudiendo mostrar su arte en galerías y museos a nivel internacional. 

### Exposiciones individuales

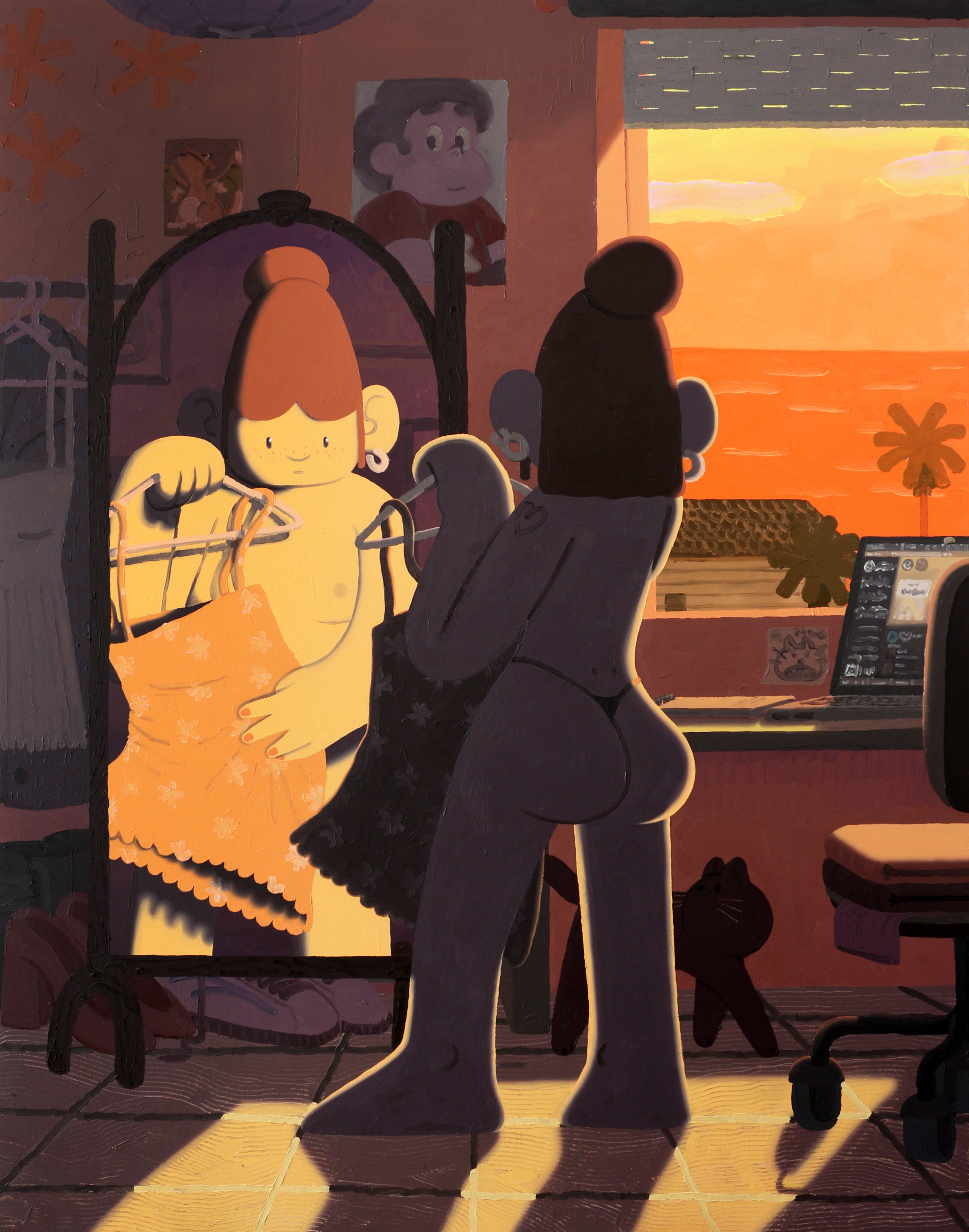

Nothing is Minor. Tang Contemporary Art. Singapore. 2025
Solo Project Kiaf Seoul. MXM Galeria. Seúl. 2024
We Have It All (2024) Galería Aishonanzuka, Hong Kong. 
House arrest. Galería Yusto Giner. Marbella, Málaga. 2023
Tengo una cita. MXM Galería. Madrid. 2023
El principio de algo. Museo CAC Málaga. Málaga 2023 
Solo Project Art021 Fair Shangai. Galería Yusto Giner. Shangai, China 2022
Things Happen (2022) Galería Moosey, Londres. 
Moon In Aquarius. Galería L21. Mallorca 2022
Sin remordimientos (2022) ThinkSpace, Los Ángeles. 
There is always a plan B. Kolly Gallery. Ginebra 2021
Nigh Shift feat Andrés Lozano. Galería La Causa. Madrid 2021
Art Santander. La pecera. Galería Yusto Giner. Santander. 2021
Un día más, un día menos (2021) Vertical Gallery, Chicago. 
Cute but cop. Galería Yusto Giner. Marbella. 2021

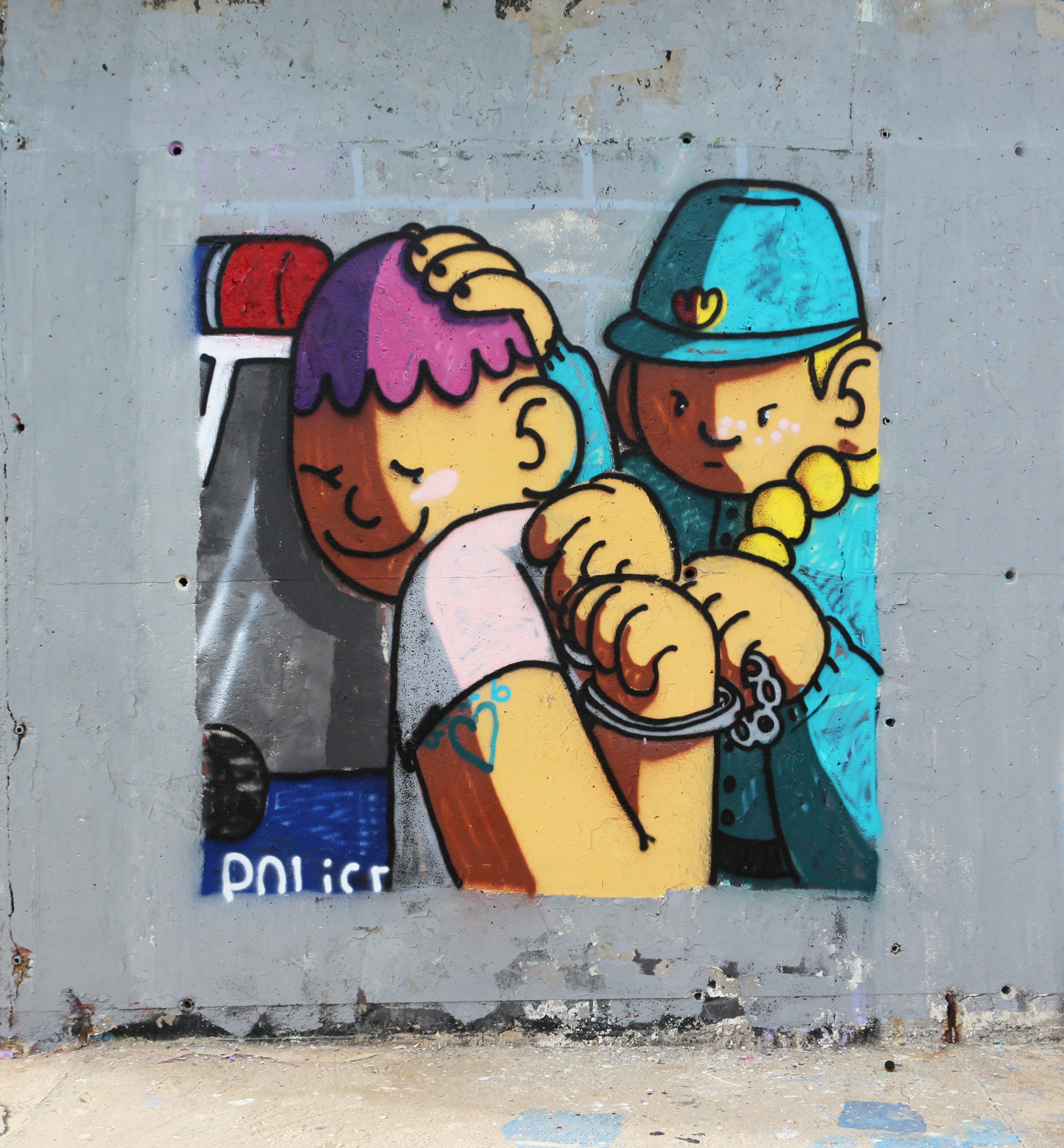

## Vida personal
Imon Boy prefiere permanecer anónimo por razones de seguridad y por decisión personal. Mantiene un perfil bajo y prefiere dar prioridad a su obra antes que a su cara. Aunque podemos saber por algunas publicaciones que ha trabajado anteriormente como modelo, actor, cuidador de casas de lujo, paseador de perros, ascensorista y otros más. Gracias a su formación como ingeniero aeroespacial y titulaciones de piloto, estuvo muy cerca de viajar al espacio, pero su futuro estaba en las artes plásticas.
Sigue activo en el mundo del graffiti, aunque siente que esos valores no le representan como artista. 